# Тетерлево
Те́терлево — деревня в Торжокском районе Тверской области. Относится к Марьинскому сельскому поселению.
Находится в 20 км к востоку от Торжка на реке Логовежь, в 2,5 км от села Марьино.

## Население
| 2010 |
| ---- |
| 26   |

## История
Во второй половине XIX — начале XX века деревня Тетерлево относилась к Спасскому приходу Марьинской волости Новоторжского уезда. В 1884 году — 36 дворов, 220 жителей.
В 1940 году деревня в составе Медновского района Калининской области.
В 1996 году в деревне 28 хозяйств, 70 жителей.